# Himno de Arequipa
El Himno de Arequipa (también Himno Arequipeño o Himno del IV Centenario de fundación española) es una composición patriótica. Vigente a partir del cuatricentenario aniversario de fundación de la ciudad de Arequipa, el himno está compuesto de un coro y cinco estrofas.
Durante la sesión de consejo del 23 de noviembre de 1939, se propuso  el concurso para la creación de la letra y música del "Himno del IV Centenario", y para la elaboración de la historia de la ciudad con características pedagógicas. Vencidos los plazos, el concurso de la letra del himno fue ganado por Emilio Pardo del Valle, quien recibió el premio correspondiente el 14 de mayo de 1940; posteriormente, el 25 de junio de ese año se convoca a concurso para la música del himno del cuatrocientos que ganó el reconocido director de orquesta, Aurelio Díaz Espinoza. Además, la ciudad de Arequipa, capital del departamento, para unificar los ideales de región, adoptó el Himno de Arequipa, como «Himno del Municipio de Arequipa». El himno en sí está constituido por el coro y las cinco estrofas de "El Himno del Cuarto Centenario", pero generalmente en todos los eventos son cantadas solo el coro y las dos primeras estrofas.